# Жалібничка камерунська
Жалібничка камерунська (Psalidoprocne fuliginosa) — вид горобцеподібних птахів родини ластівкових (Hirundinidae).

## Поширення
Ендемік Камерунського розлому. Ареал виду обмежений невеликою територією, включаючи гору Камерун у Камеруні, плато Обуду в Нігерії та острів Біоко (Екваторіальна Гвінея). Мешкає у внутрішніх лісах, галявинах і узліссях, а також на гірських луках, сільськогосподарських угіддях і в людських поселеннях.